# Schnaudertal
Schnaudertal è un comune tedesco di 905 abitanti situato nel land della Sassonia-Anhalt.
È nato il 1º gennaio 2010 dall'unione dei comuni di Bröckau e Wittgendorf.